# Kirsten Haglund
Kirsten Haglund (Farmington Hills, 19 settembre 1988) è una modella statunitense, Miss America 2008, già Miss Michigan 2007.

## Il concorso
Ottenuta la conquista del titolo locale di Miss Contea di Oakland ha subito conquistato, nella successiva competizione statale, la corona di Miss Michigan. Ha quindi corso come Miss Michigan alla parata nazionale di Miss America 2008 trasmessa in televisione dall'emittente TLC in diretta dal Planet Hollywood Resort and Casino il 26 gennaio 2008.
Già la sera del 25 gennaio aveva vinto il premio preliminare per il costume da bagno: è la prima michiganese ad aggiudicarsi questo titolo minore dal 1987.
Succede nel titolo di Miss America a Lauren Nelson di Lawton (Oklahoma) ed è la quinta Miss America proveniente dal Michigan.  Diciannovenne, Haglund era la più giovane delle candidate ed è la più giovane Miss America dai tempi di Kimberly Clarice Aiken, reginetta del 1993.
Haglund si è diplomata alla Walled Lake Western High School nel 2006 e si accinge ad ottenere un attestato BFA in teatro musicale presso la University of Cincinnati College-Conservatory of Music di Cincinnati.
Il suo obiettivo è sconfiggere i disordini alimentari, essendo sofferente di anoressia nervosa dall'età di sedici anni.

## Curiosità
La nonna di Haglund, Iora Hunt, rappresentò Detroit nella Miss America del 1944.